# Anders Bording
Anders Bording, född 21 januari 1619 och död 24 maj 1677, var en dansk författare.
Bording, som var den elegantaste av de danska barockskalderna, blev 1662 rektor i Slangerup och 1664 lektor i Ribe. Bording är bekant dels för sin Danske Mercurius, en på alexandriner från 1666 utgiven tidning, rik på tillfällighetsdikter och små poetiska epistlar, som länge blev stilbildande i dansk poesi.
Bording hade på sin tid och strax efter sin död ett mycket stort anseende som skald, genom sina dryckessånger, herdedikter, gækkebrev och tillfällighetsverser, författade med gott humör, i förträfflig stil och välformade verser. Hans Poetiske skrifter utgavs 1735 av Frederik Rostgaard och Peder Terpager.